# 小乌雕

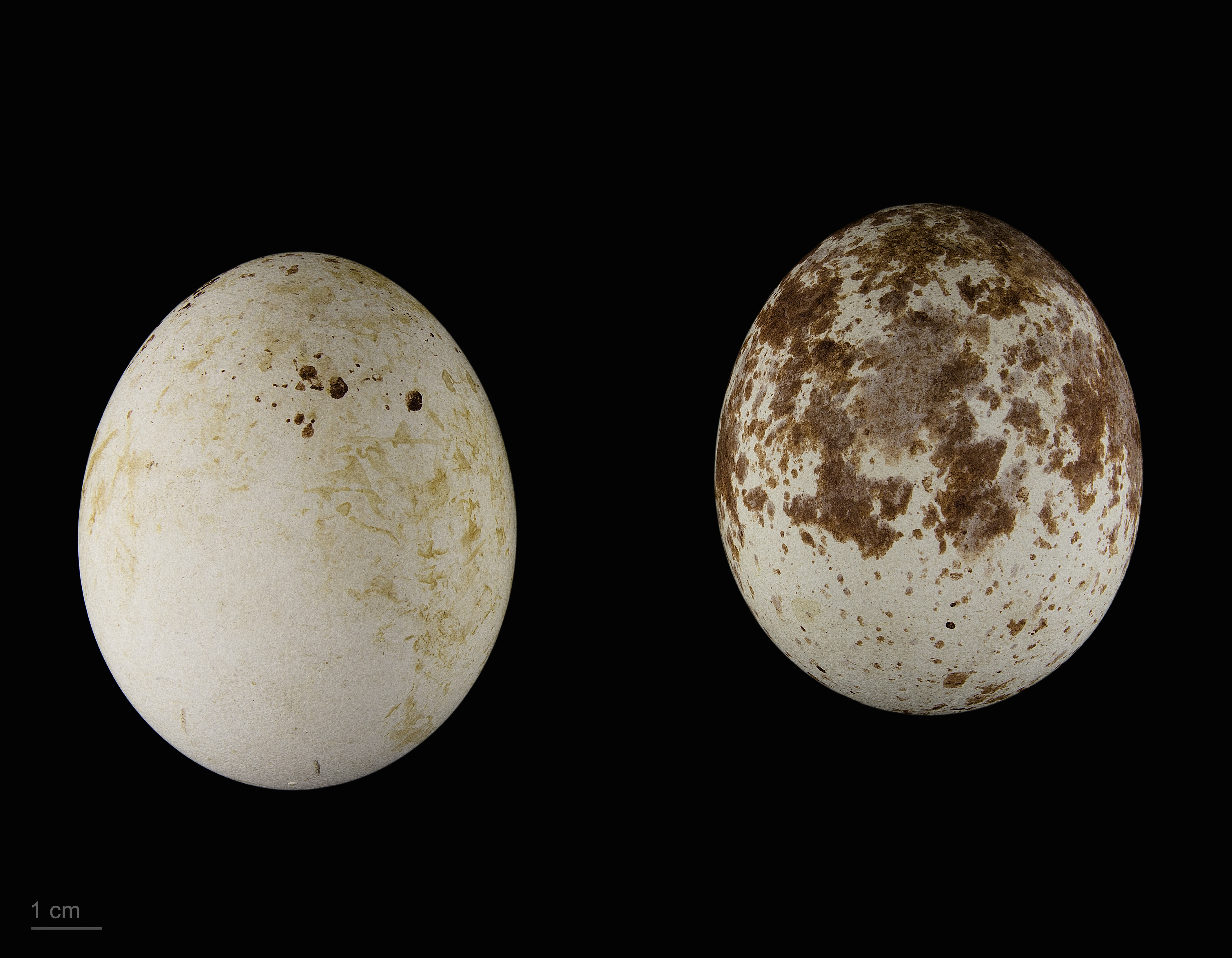
卵 Clanga pomarina

小斑鵰，又名小斑點鵰，是东欧的一种体型较大的猛禽。和其他所有典型的鵰一样，它属于鹰科。这种典型的鹰经常被和鵟屬、海鵰屬等其他体型较大的鹰科动物相提并论，但最近人们认为它们和体型更为纤细的一些其他的雕的关系也同样紧密。